# کورنول (ویرجینیا)
کورنول (به انگلیسی: Cornwell) یک منطقهٔ مسکونی در ایالات متحده آمریکا است که در شهرستان پرنس ویلیام، ویرجینیا واقع شده‌است.